# Tête de moine
El tête de moine és un formatge de pasta premsada semicuita suís fet amb llet de vaca. És extremament olorós i originari del Jura bernès (la regió francòfona del cantó de Berna). Va tenir el seu origen, fa més de 8 segles, a l'abadia de Bellelay (comuna de Saicourt, districte de Moutier) però, actualment, totes les formatgeries i lleteries de la vall produeixen aquest formatge.
Gaudeix de l'Appellation d'Origine Contrôlée (Denominació d'Origen Controlada) des del maig del 2001 i s'exporta a tot el món.
L'any 1981 es va inventar la girolle, un aparell que permetia fer "rosetes" de tête de moine fent girar un raspador sobre un eix plantat en el centre del formatge. Aquest estri va donar un impuls addicional al consum d'aquesta mena de formatge.